# Sebastiano Soldati
Sebastiano Soldati (Padova, 14 luglio 1780 – Treviso, 10 dicembre 1849) è stato un vescovo cattolico italiano.

## Biografia
Di origini padovane, insegnò in un collegio privato che lui stesso aveva istituito nella parrocchia del Duomo patavino. Il collegio ginnasiale godette di grande prestigio, ma Soldati fu costretto a chiuderlo, dal momento che il Governo Italico non tollerava queste fondazioni private. Il fatto lo addolorò e creò in lui una forte avversione per le «ideologie giacobine che Napoleone aveva portato dalla Francia». Decise quindi di mantenersi fedele all'ordine costituito, salvo uscire qualche volta allo scoperto, come quando molti anni più tardi si lamentò presso il patriarca Giacomo Monico a causa delle intromissioni austriache nei seminari in campo giurisdizionale.
Nel 1815 fondò a Castelfranco la letteraria Accademia dei Filoglotti, che nella querelle linguistica assumeva una posizione fortemente purista.
Dopo essere stato a lungo arciprete di Noale, il 18 maggio 1829 fu nominato da papa Pio VIII vescovo di Treviso, carica che mantenne fino alla morte, avvenuta nel 1849. Fu consacrato il 27 settembre dello stesso anno per le mani del cardinale e patriarca di Venezia Giacomo Monico (co-consacranti i vescovi Giuseppe Grasser e Carlo Pio Ravasi, O.S.B.).
Compì la visita pastorale della diocesi fra il 1832 e il 1838. Inoltre, acquistò l'ex convento dei Domenicani di San Nicolò che divenne la sede del seminario diocesano.
Resse la diocesi durante il periodo della dominazione austriaca e lo scoppio dei primi moti del 1848 contro gli Asburgo, che non mancavano di esercitare forti pressioni sulle istituzioni ecclesiastiche prontamente fronteggiate dal prelato padovano, che negli ultimi anni si avvicinò al neoguelfismo.
È sepolto nella cripta della cattedrale di Treviso.

## Genealogia episcopale
La genealogia episcopale è:
- Cardinale Scipione Rebiba
- Cardinale Giulio Antonio Santori
- Cardinale Girolamo Bernerio, O.P.
- Arcivescovo Galeazzo Sanvitale
- Cardinale Ludovico Ludovisi
- Cardinale Luigi Caetani
- Cardinale Ulderico Carpegna
- Cardinale Paluzzo Paluzzi Altieri degli Albertoni
- Cardinale Flavio Chigi
- Papa Clemente XII
- Cardinale Giovanni Antonio Guadagni
- Cardinale Cristoforo Migazzi
- Vescovo Michael Léopold Brigido
- Arcivescovo Sigismund Anton von Hohenwart, S.I.
- Patriarca Giovanni Ladislao Pyrker, O.Cist.
- Cardinale Giacomo Monico
- Vescovo Sebastiano Soldati